# Запрудское сельское поселение
Запрудское сельское поселение — муниципальное образование в Каширском районе Воронежской области.
Административный центр — село Запрудское.

## Административное деление
В состав поселения входит населенный пункт:
- село Запрудское.